# Hassi Dahou
Hassi Dahou (em árabe: حاسى دحو) é uma comuna localizada na província de Sidi Bel Abbès, Argélia. De acordo com o censo de 2008, a população total da cidade era de 6 043 habitantes.